# Železničar Belgrad
FK Železničar Belgrad – serbski klub piłkarski z Belgradu. Obecnie klub występuje w II lidze serbskiej, w okręgu Srpska Liga Belgrad.